# Lange Raamstraat (Brugge)
De Lange Raamstraat is een straat in Brugge. De Korte Raamstraat sluit er bij aan.

## Beschrijving
In 1288 was er op die plek een Hendrik Ramstraat (Vicus Henricus Ram). Hendrik de Ram was in 1228 burgemeester van Brugge en in 1231 werd hij genoemd als leenman van de graaf van Vlaanderen. In 1231 stichtte hij samen met zijn vrouw Agatha een kapelanij in de Sint-Salvatorskathedraal. Samen met zijn zoon Filips had hij een aanzienlijk aandeel in de oprichting van de Sint-Gilliskerk en de aanleg van de Sint-Gilliswijk. Hij dankte zijn fortuin aan het inpolderen van overstroomde kustgebieden en het ontwikkelen van stadsgronden.
In de loop van de eeuwen vergat men de familie Ram en werd de naam vervormd tot Raamstraat. Dit was een bekend begrip, aangezien er veel 'ramen' stonden opgesteld, ook in de Sint-Gilliswijk, om er laken op te spannen voor verdere afwerking.
De straten moeten niet verward worden met de Raamstraat, in de buurt van de Ezelstraat.
De Lange Raamstraat loopt van de Sint-Gilliskerkstraat tot aan de Biddersstraat. De Korte Raamstraat loopt van het Noord-Gistelhof naar de Lange Raamstraat.

## Literatuur

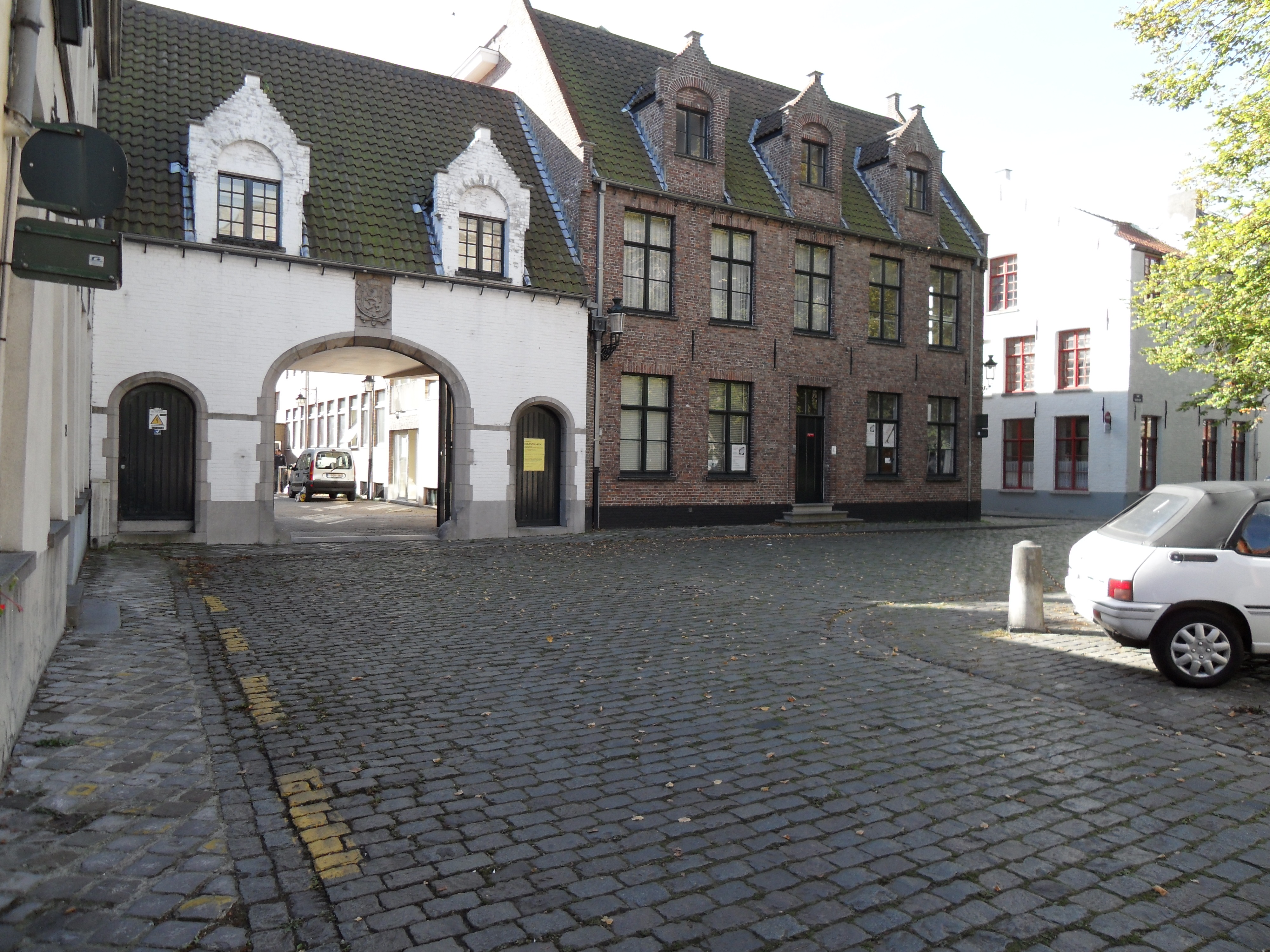
Voormalige gebouwen van het Kadaster